# Murderers & Robbers
Murderers & Robbers è una compilation del rapper statunitense Project Pat, pubblicato il 25 luglio 2000 dalla Project Records.

## Tracce
1. Pimptro – 0:30
2. North, North – 4:11
3. I Get da Chewin – 3:24
4. Ridin on Chrome (feat. T-Rock) – 4:11
5. This Ain't No Game (feat. S.O.G.) – 4:17
6. Bitch Smackin Killa (feat. Juicy J) – 4:08
7. Murderers & Robbers (feat. Lord Infamous e DJ Paul) – 5:05
8. Red Rum – 3:13
9. Fuck a Bitch (feat. Juicy J) – 4:35
10. Easily Executed – 3:14
11. Puttin Hoez on da House (feat. DJ Paul, Lord Infamous, Lil' Glock e S.O.G.) – 3:23
12. Outro – 1:21

## Classifiche
| Classifica (2000) | Posizione massima |
| ----------------- | ----------------- |
| Stati Uniti       | 176               |